# Europska federacija udruženja studenata psihologije
Europska federacija udruženja studenata psihologije (EFPSA) je neprofitna, nevladina studentska organizacija koja se sastoji od udruženja studenata psihologije iz različitih zemalja Europe. EFPSA trenutno okuplja 33 članice organizacije i 2 članice sa statusom promatrača, gdje svaka zemlja ima Predstavnika članice, koji čine zakonodavno tijelo Federacije.
Rad federacije se očituje kroz rad Predstavnika nacionalnih udruženja (MR), Izvršnog odbora (EB) i Upravnog odbora (BM). EFPSA daje studentima psihologije raznolike prilike za znanstveni i osobni rast kroz svoje događaje i djelatnosti. Uz to, EFPSA također doprinosi pozitivnim utjecajem u društvu kroz razne kampanje, gdje se očituje interest i potrebe studenata psihologije na Europskoj razini.

### Povijest
EFPSA je osnovana u travnju 1987. godine na Sveučilištu u Lisabonu u Portugalu gdje su europski studenti psihologije bili pozvani na sastanak. Studenti psihologije iz osam država formirali su Europsku Federaciju Udruga Studenata Psihologije (EFPSA).
Osnove ove federacije pretvorene su u formalni status tijekom drugog sastanka u Liege u Belgiji u travnju 1988. godine. U isto je vrijeme EFPSA započela svoj prvi projekt, EUROPSYCHO - Baza podataka za obrazovanje i razmjene. U siječnju 1989. godine EFPSA je registrirana kao međunarodno udruženje po belgijskom pravu.
Tijekom treće Generalne Skupštine u travnju 1989. u Lundu u Švedskoj, Federacija je razvila početnu strukturu sa sastankom Izvršnog Odbora (EB) koji se održao po prvi put te iste godine.
U srpnju 1991., EFPSA je započela suradnju s Europskom Federacijom Psihologijskih Udruga (EFPA) u Amsterdamu u Nizozemskoj, nakon čega je EFPSA postala službena članica EFPA-e 2001. godine.
Nakon EFPSA-inog sudjelovanja u prvoj Europskoj Studentskoj konferenciji (koja je privukla oko 500 studenata različitih zanimanja) u Liegeu u Belgiji u studenom 1990., puno je novih kontakata ostvareno, posebice u istočnoeuropskim državama. Tijekom pete Generalne Skupštine u travnju 1991. godine u Genevi u Švicarskoj EFPSA je narasla na 11 država članica te joj se pridružila prva članica iz istočne Europe. Te je godine nastala ideja stalnih radnih grupa (takozvane radne snage) koje su omogućile učinkovit rad na projektima poput EUROPSYCHO, ERASMUS, itd. Tijekom godina koje su vodile do novog tisućljeća, sve je više događaja poput Ljetnih škola i seminara, i naravno, Kongresa bilo organizirano uz vođenje EFPSA-e.
2006. godine, EFPSA je razvila svoj korporativni vizualni identitet i postala prepoznatljiva sa svojim reprezentativnim logom i narančastom bojom.

### EFPSA struktura
EFPSA-ina struktura je razvijena tijekom trećeg Generalnog zastupanja u travnju 1989. u Lundu (Švedska). Tada su članovi Izvršnog odbora obnašali i funkcije predstavnika nacionalnih organizacija, kao što ih sada obnaša MR (Member Representative). U tom trenutku nije postojala pozicija unutar Upravnog odbora nego jedino funkcija predsjednika. Od tada, EFPSA je narasla te promjene su bile potrebne unutar strukture EFPSA-e, tako stvarajući novi oblik Izvršnog odbora. U 2003. godini, koncept nacionalnih predstavnika (danas poznati kao predstavnici članskih organizacija (Member Representative) je prvi puta usvojen u strukturu EFPSA-e. Oni su stvorili novo tijelo koje donosi odluke iz svake organizacije koja je bila član EFPSA-e. Nadalje, Upravni odbor kao zasebno tijelo unutar Izvršnog odbora je formirano radi potrebe za vodstvom u strateškim odlukama te potrebe za nadgledanjem efikasnosti čitave organizacije.

### Događaji
EFPSA trenutno organizira 11 godišnjih i 1 dvogodišnji događaj. Kongres, Europska ljetna škola (ESS), EFPSA akademija, Trening trenera (TiT), Trening naprednih trenera (TAT), Sastanak Trenera (TRAM), Konferencija trenera, EFPSA dan, Skupni sastanak Izvršnog odbora i predstavnika članica EFPSA-e te sastanak Upravnog odbora. Konferencija spada u dvogodišnji događaj. 

##### Godišnji EFPSA Kongres
Godišnji EFPSA kongres je cjelotjedni događaj koji okuplja više od 350 studenata psihologije, akademika i istraživača iz čitave Europe. Kongres, koji se uobičajeno održava između travnja i svibnja, sastoji se od različitih znanstvenih programa koji se bave određenim temama svake godine s doprinosima studenata, istraživanja i iskusnih akademika, te društveni program koji pruža sudionicima mogućnost i priliku za kulturalnu i društvenu razmjenu. Stoga EFPSA-in kongres je posebna prilika za studente psihologije da prošire svoje znanstvene i osobne vidike i horizonte. 
Dodatno, Kongres je vrlo značajan događaj za Federaciju jer ovaj događaj označava početak novih mandata predstavnika članica EFPSA-e i Izvršnog odbora. Izvršni i Upravni odbor izabrani su na EFPSA kongresu, poslije kojeg preuzimaju svoje obveze i počinju razvijati njihove projekte tijekom tjedna na Kongresu. 
Svake godine zemlja domaćin EFPSA kongresa se mijenja. Do sada bilo je 32 kongresa, koji su se organizirali u 25 različitih zemalja. 33. EFPSA-in kongres održat će se 2019. godine u Danskoj. 

##### Europska ljetna škola
Prva Europska ljetna škola (ESS) održana je 2007. godine u Leie, Estonija, s temom „Kros-kulturalna psihologija“, popraćena s Europskim ljetnim školama svake sljedeće godine. Tijekom ovog 7-dnevnog događaja, studenti se upuštaju u program interkulturalnog istraživanja, gdje imaju priliku pridružiti se jednom od šest istraživačkih projekata koje vodi doktorand supervizor u planiranju i implementiranju 12-mjesečne studije. Osim ovoga, program je bogat različitosti predavanja dana od strane profesionalaca iz relevantnih područja psihologije. Svake godine, sva predavanja i istraživanja su postavljena u temi, određenoj da prikazuje polje suvremene psihologije. Od početka 2011. godine, svi ESS sudionici koji su završili program treninga i posvetili su se istraživačkom projektu, pozvani su da se pridruže Junior Researcher programu, tako produljujući jednotjednu Europsku ljetnu školu u strukturirani program 12-mjesečnog znanstvenog istraživačkog programa. 

##### EFPSA Dan
EFPSA Dan je događaj kojim se promovira EFPSA, te se održava diljem Europe početkom prosinca. Prvi EFPSA Dan održan je 2010. godine. Cilj ovog jednodnevnog događaja je širenje informacija o EFPSA-i diljem cijele Europe. Prezentacije, radionice i druge aktivnosti povezani s EFPSA-om održavaju se na mnogim sveučilištima na isti dan, kako bi se što više moguće studenata upoznalo s EFPSA-om. 

##### Trening trenera
Prva ljetna škola Trening Trenera održala se 2010. godine u Austriji.Ova ljetna škola je godišnji sedmodnevni događaj gdje se odvija eksperimentalno i neformalno obrazovanje s ciljem da se pruži uvid i izobrazba široke lepeze sposobnosti i znanja u radu treninga i davanje informacija. Nakon ispunjenja i zadovoljavanja određenih kriterija, polaznici mogu biti pozvani da se pridruže EFPSA Trenerskom bazenu, podržavajuća okolina za daljnje razvijanje trenerskih sposobnosti i iskustava.

##### Napredni trening za trenere
EFPSA-in Napredni Trening za Trenere (TAT) je osmodnevni događaj koji se održava u ožujku. Ovo je jedini EFPSA događaj koji je otvoren studentima ostalih struka i vanjskim suradnicima.  TAT je osmišljen kao događaj kapaciteta do 25 iskusnih trenera iz raznih nevladinih organizacija i nudi mogućnosti za daljnje razvijanje trenerskih sposobnosti u specifičnoj temi.

##### EFPSA Akademija
EFPSA Akademija ima za cilj zbližiti volontere iz Europskih nevladinih organizacija mladih, u svrhu profesionalnog razvoja, uspostavljanja mreža, povećanja motivacija i dijeljenje iskustva, istovremeno davajući im paletu sposobnosti i znanja u specifičnoj grani. Traje tri dana u gradu koji je jednostavno posjetiti iz mnogih gradova iz kojih sudionici dolaze. Tijekom Akademije, sudionici dobivaju iznimno kvalitete trenerske sesije, dobivajući šansu da posjećuju radionice od strane stručnjaka iz dane teme. Kroz to, oni će biti u mogućnosti prakticirati njihove vještine i znanja u stvarnim slučajeva i životnim izazovima.

##### Sastanak trenera
EFPSA-in Sastanak trenera (TRAM) je događaj koji traje 3 do 4 dana namijenjen trenerskoj edukaciji, organiziran od strane EFPSA trenera. Cilj TRAM-a je sastajanje trenera iz nevladinih ili omladinskih organizacija, dijeljenje znanja i iskustava te razvijanje njihovih sposobnosti. Događaj je usmjeren oko središnje teme treninga, koju postavlja stručnjak trener. Sudionici su treneri iz različitih organizacija te podučavaju jedni druge o raznim aspektima povezane krovnom temom događaja.

##### Trenerska konferencija
EFPSA Trenerska konferencija (TraC) je događaj koji je usmjeren ka okupljanju EFPSA trenera kako bi se raspravljalo o određenim temama vezane uz „trenerski svijet“ unutar EFPSA-e i općenito. Broj sudionika, trajanje i vrijeme događaja je fleksibilno i može biti promijenjeno svaki mandat. Općenito, postoji otvoreni dan treninga gdje TraC sudionici imaju priliku pružiti trening na obližnjim sveučilištima.

##### Godišnji sastanak Izvršnog odbora i predstavnika nacionalnih udruženja
Godišnji skupni sastanak Izvršnog odbora i predstavnika nacionalnih udruženja (MR) je održan svake jeseni i posjećuju ga aktivni članovi unutar EFPSA radne zajednice. Ovaj sastanak je posebna prilika kada EFPSA stavlja sa strane mrežnu komunikaciju jer održava unutarnje sastanke i intenzivan rad tijekom ovog tjedna. Zauzimajući mjesto na sredini mandata, Skupni sastanak je krucijalno vrijeme za EFPSA-u, davajući priliku svim aktivnim studentima EFPSA-e da se okupe kako bi raspravili o njihovom mandatu i da se uključe u diskusiju s drugim timovima o budućem smjeru Federacije.

##### EFPSA Konferencija
EFPSA konferencija prvi put se organizirala 2013. godine u Amsterdamu, Nizozemska. Ona predstavlja dvogodišnji događaj i stavlja poseban naglasak na istraživački program. Konferencija spaja preko 150 studenata iz čitave Europe na 4 dana ispunjena predavanjima, radionicama i studentskih prezentacija. Tijekom konferencija, postoji otvoreni dan, koji se sastoji od otprilike 30 studenata iz zemlje domaćina konferencije koji se pridružuju na jedan dan, kako bi dobili priliku za učenje i sudjelovanje na predavanjima i stvaranju kontakta i mreže s ostalim sudionicima.

##### Sastanak upravnog odbora
Sastanak Upravnog odbora je ključna sastavnica EFPSA administracija i radne prakse kako bi se izvršila evaluacija rada Federacija, razvila ideja o poboljšanju rada i doprinos održivosti i unaprjeđenju EFPSA-e. Mjesto događaja je određeno svake godine od strane Upravnog odbora. Radni program uključuje analizu Federacije, plenarne aktivnosti EFPSA-e, njene misije, vizije, vrijednosti, događaja i usluga, rad na projektima i diskusne sesije.

### Djelatnosti i službe
EFPSA također daje studentima različitost usluga za razvijanje istraživačkih i trenerskih sposobnosti te pospješuje proces putovanja i studiranja u inozemstvu. Neke od EFPSA-inih usluga su:
•	Časopis Europskih studenata psihologije
•	Istraživački program za mlade 
•	Studiraj i putuj u inozemstvo
•	Trenerski kabinet
•	Inicijativa društvenih promjena

##### Časopis Europskih studenata psihologije (JEPS)
Časopis Europskih studenata psihologije je dvostruko-slijepi peer-reviewed akademski časopis otvorenog pristupa kojeg vode isključivo studenti, pokrivajući sve aspekte psihologije objavljeno od strane EFPSA-e i Ubiquity izdavačke kuće od 2009. godine. JEPS daje izvrsnu priliku studentima psihologije da svoj završni ili diplomski rad izrade na međunarodnog djelovanju. Prijave moraju biti zasnovane na istraživanjima kojeg su izradili studenti preddiplomskih ili diplomskih programa koji mogu dolaziti i izvan Europe. Autori odabranih prijavnica dobit će profesionalne povratne informacije i pomoć u razvijanju njihove znanstvene publikacije. Članci su odabrani s obzirom na kvalitetu samog istraživanja, zanemarujući pretpostavljenu važnost i originalnost odrađene studije. Članci su indeksirani u EBSCOHost. Od 2016. godine, JEPS poziva studente da prijave registrirani izvještaj. JEPS tim također vodi blog, JEPS Bulletin, koji objavljuje studentske psihološke radove iz relevantnih područja, svih razina studiranja i različitih područja zanimanja. ==

##### Studiraj i putuj u inozemstvu
„Studiraj u inozemstvu“ program postoji još od ranih 90-tih godina, gdje počinje rad na projektu pod nazivom „Kako studirati u inozemstvu“, te kasnije nazvan „ Studiraj i radi u inozemstvu“. Još od 2005. godine, Služba se fokusira na „Studiraj u inozemstvu, što se može naći na glavnog internet stranici “. Od početka 2015. godine, Mreža putovanja i Studiraj u inozemstvu služba su se spojile u jedno, s istim vizijama, misijama i vrijednostima kao i prethodnici. Od 2016. godine, voditelj nadgleda studentskih razmjena pridružen je timu, tako otvarajući mogućnosti za Članice organizacije da dobiju potporu od EFPSA-e u organizaciji njihovih međunarodnih razmjena s ostalim udruženjima studentima psihologije i studentima iz drugih zdravstvenih disciplina. Task Force zadužen za stažiranje je pokrenut u 2015./16. mandatu i produžen na 2016./17. mandat kako bi se sagradila strategija i rad prema razvijanju platforme za stažiranju za EFPSA-u. Tim je postavio određen broj zadataka za Task Force. Oni su bili prikupljanje prilika za stažiranje, postavljanje baze podataka s kontaktima mogućih partnera koji bi pružili šanse za stažiranje, i izgradnja čvrste fundacija s idućim mandatom. Rad je predan voditeljskog funkciji za prilike za stažiranje, unutar Službe za Studiraj i putuj u inozemstvo, sljedeći odobravanje pozicije tijekom Generalnog zastupanja održan na 31. EFPSA Kongresa 2017. godine u Gakhu, Azerbejdžan. Prva prilika za stažiranje ponuđena studentima psihologije bila je u kolovozu 2017. godine. Pripreme za studiranje u inozemstvu znaju biti izazovno iskustvo, ali EFPSA Služba za Studiraj i putuj u inozemstvo program nudi korisne smjernice i informacije o svim gradovima i sveučilištima EFPSA zemlje članice. Među ostalim, postoje informacije o obrazovnom sustavu svih zemalja, školarine, troškova i životnih standarda. Dodatno, postoji i couch-surfing mreža koja pruža savjete na putovanjima i zemljama/regijama domaćinima EFPSA događaja. Ponuđivanjem studentima mjesto za spavati u svojem domu, oni pozivaju da dođete s njima i otkrijete njihove gradove po čitavoj Europi. Ovo je prilika da se iskuse različite kulture, jezici i hrana na poseban i povoljan način.

##### Ured za treninge
Ured za treninge je uveden u Federaciju 2010. godine s prvom Trening Trenera ljetnom školom koja se održala u Austriji u kolovozu 2010. godine. Na Kongresu 2011. godine, ova prva generacija trenera je već održala aktivnosti predstavnicima članica organizacija i Izvršnog odbora. Ured za treninge određuje agendu trenerskih aktivnosti unutar EFPSA-e. Točnije, oni nadgledaju programe na trenerskim događajima koji EFPSA domaćini, posebnice Trening Trenera, ljetne škole i Trening za napredne trenere; podržava i potiče razvoj trenerskih grupa u trenerskom bazenu, predstavljanje EFPSA-e na vanjskim trenerskim događajima te priprema i izrada trenerskih aktivnosti za unutarnje sastanke EFPSA-e, među kojima su team-building aktivnosti i treninge uspješnog vođenja.

##### Inicijativa za društvene promjene
Inicijativa za društvene promjene radi na četiri glavna projekta unutar Federacije: „Mind the Mind – Borba protiv stigme mentalnih poremećaja“, „Better Together“ kampanja, i Organizirana djela dragosti. Unutar Mind the Mind kampanje, članovi tima izvode seriju radionica na Europskoj razini, ciljano na učenike od 11 do 18 godina te odrasle, s ciljem dizanja svijesti o temama stigmatizacije mentalnih poremećaja i duševnog zdravlja. Kampanja ulazi u peti val u jesen 2018. godine. Prva četiri vala označeni su sa značajnim porastom broja volontera i zemalja, s preko 1150 volontera iz 20 europskih država koji su sudjelovali u 4. valu kampanje. Better Together kampanja je namijenjena osnaživanju mladih da izgrađuju više prihvaćajuće društvo kroz seriju od 5 radionica, s ciljem povećanja njihovog znanja o diskriminaciji i njenim manama. Članovi tima odrađuju implementaciju radionica i aktivnosti. Kampanja je dobila novčana sredstva od Europske federacije za mlade i ulazi u drugi val u jesen 2018. godine. Kampanja „Organizirana djela dragosti“ potiče ljude na „nasumična djela dragosti“ (npr. kupnja kave za neznanca), koja bi pripomogla razvijanju dragog ponašanja. Aplikacija za pametan telefon kroz koju bi se kampanja odvila se očekuje s početkom rada početkom 2019. godine.

### Članice organizacije

##### Članice organizacije
Organizacije iz svih zemalja prepoznate od strane Vijeća Europe mogu postati članovi EFPSA-e. Organizacije iz zemalja/regija koje nisu prepoznate od strane Vijeća Europe mogu biti uzeti u obzir kao Regionalni članovi. Od travnja 2018. godine, EFPSA ima 33 Članica organizacija i 2 organizacije sa statusom promatrača.
| Zemlja/regija          | Organizacija                                                                       |
| ---------------------- | ---------------------------------------------------------------------------------- |
| Austrija               | PLAST                                                                              |
| Azerbejdžan            | Young Psychologists Public Union                                                   |
| Leuven, Belgija        | Psychologische Kring                                                               |
| Bosna i Hercegovina    | SINAPSA - Association of Psychology Students                                       |
| Bugarska               | AYPB - Association of Young Psychologists in Bulgaria                              |
| Hrvatska               | Psihomnia                                                                          |
| Cipar                  | CYPSA - Cyprus Psychologists' Association                                          |
| Češka                  | ČASP - Czech Association of Students of Psychology                                 |
| Danska                 | DPS - Danish Psychology Students' Association                                      |
| Estonija               | EPSÜ - Estonian Association of Psychology Students                                 |
| Finska                 | SPOL - Finnish Psychology Students' Association                                    |
| Njemačka               | BDP - Association of German Professional Psychologists                             |
| Grčka                  | GPSA - Greek Psychology Students' Association                                      |
| Mađarska               | MPT - Hungarian Psychological Association                                          |
| Irska                  | PSI SAG - PSI Student Affairs Group                                                |
| Kosovo                 | KOAPS - Kosovar Association of Psychology Students                                 |
| Litva                  | LiPSA – Lithuanian Psychology Students Association                                 |
| Luksemburg             | ALEP                                                                               |
| Malta                  | Betapsi - Psychology Students’ Association                                         |
| Nizozemska             | SPS NIP- Dutch National Psychology Students’ Association                           |
| Norveška               | NPF - Norwegian Psychological Association                                          |
| Poljska                | PSSIAP - Polish Association of Psychology Students and Graduates                   |
| Portugal               | ANEP                                                                               |
| Rumunjska              | Cognosis - Federation of Psychology and Educational Sciences Student's Association |
| Srbija                 | STIMULUS                                                                           |
| Slovačka               | SAŠAP - Slovak Association of Psychology Students and Absolvents                   |
| Slovenija              | DŠPS - Psychology Student's Association of Slovenia                                |
| Španjolska             | CEP-PIE                                                                            |
| Švedska                | SP                                                                                 |
| Švicarska              | psyCH - Swiss Psychology Students’ Association                                     |
| Turska                 | TPÖÇG - Turkish Psychology Students Working Group                                  |
| Ujedinjeno Kraljevstvo | BPS - British Psychological Society                                                |

##### Status promatrača
| Zemlja    | Organizacija                     |
| --------- | -------------------------------- |
| Crna Gora | Virtus                           |
| Albanija  | Psychology Students Club Elbasan |

## Vanjske poveznice
- Službene stranice